# مبل تخت‌خواب‌شو

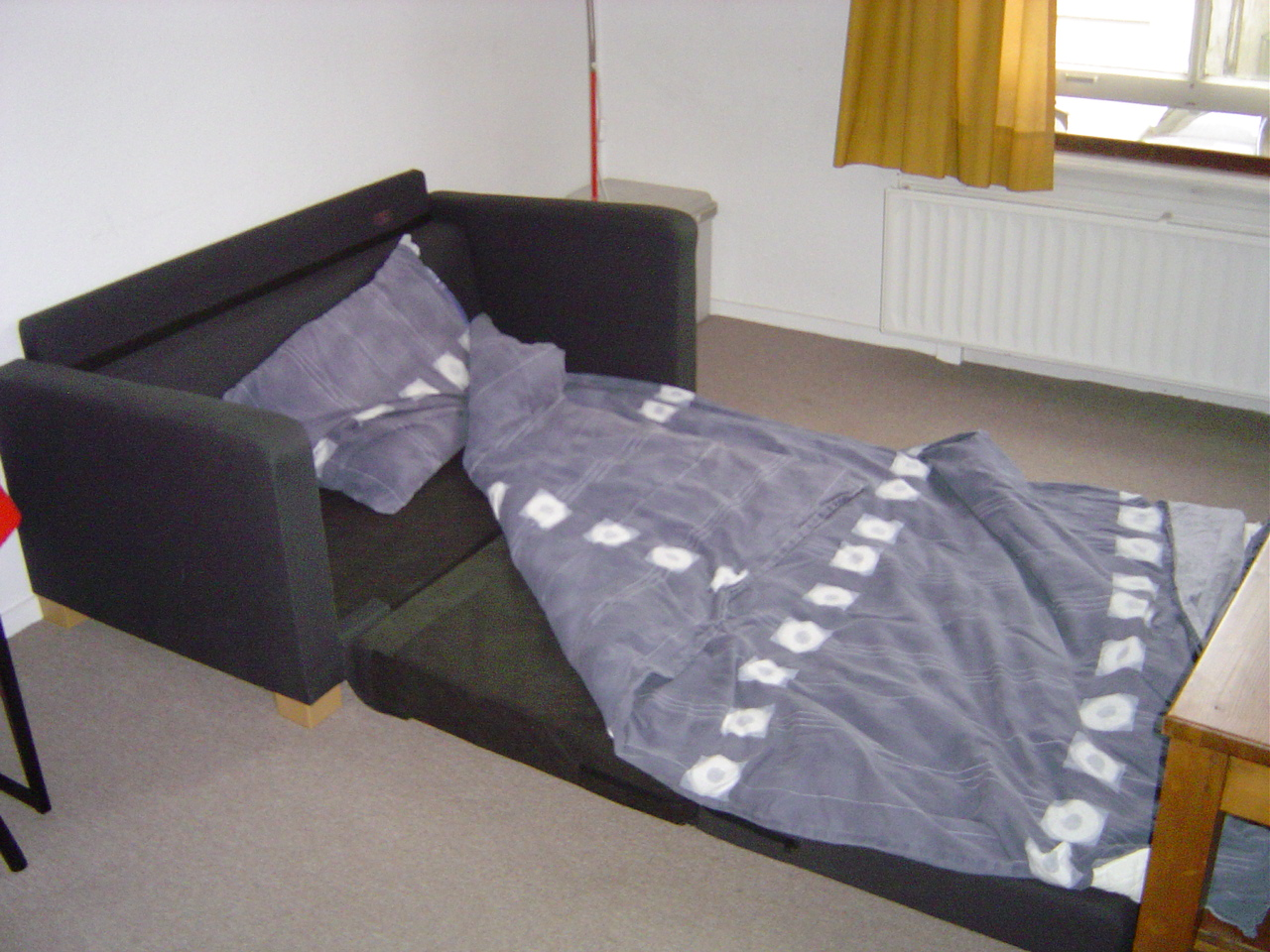
یک کاناپه باز و تبدیل به یک تخت‌خواب می‌شود

مبل تخت‌خواب‌شو یا کاناپۀ تخت‌خواب‌شو (به انگلیسی: Sofa Bed) یک مبلمان چندمنظوره است. این مبل یا کاناپه در واقع یک تخت است که به صورتی تا شده تا مثل یک مبل ساده دیده شود و در مواقع لزوم با باز کردن آن، به صورت یک تخت جهت استراحت در می آید. در زیر بالشتک‌های نشیمنگاهی این مبل ها، یک چارچوب فلزی وجود دارد. می توان یک تشک نازک بر روی آن پهن کرد تا تبدیل به یک تختخواب واقعی شود. این مبل ها به صورت مبل های تک نفره و دو نفره تولید می‌شوند.
مبل های تخت خواب شو معمولا در مکان هایی استفاده می شوند که به علت کمبود فضا، امکان استفاده همزمان از مبل و تخت وجود ندارد.
فوتُن (به ژاپنی: 布団) به سبک غربی، با مبل تخت‌خواب‌شو متفاوت است، اگرچه مبل تخت‌خواب شو با استفاده از تشک‌های فوتُن رایج است.
تخت کمپ قابل حمل بسیار قدیمی‌تر است.